# Big Russian Boss
Big Russian Boss (рос. Великий Русский Бос; справжнє ім'я — Ігор Олексійович Серавін, рід. 8 червня 1991 рік, Самара) — російський реп — виконавець, ведучий однойменного шоу на YouTube.

## Історія

### Створення проєкту
Творцями проєкту «Big Russian Boss» є Ігор Серавін (Boss) і його соратник Стас Конченков (Young P & H). Ігор і Стас познайомилися в кінці 2000-х, під час навчання в старших класах школи. Перші пісні поширювалися серед друзів в Самарі. Одна з пісень потрапила в публічний доступ, і вже на наступний день цитати з неї стали з'являтися в Твіттері.
Друзі, чия творчість стала набирати популярність, вибрали гучні псевдоніми Big Russian Boss і Young P & H і почали працювати над створенням свого шоу. Образ фронтмена був запозичений у Ріка Росса, голос — у Ліл Джона, а в цілому проєкт замислювався як пародія на американський гангстерський хіп-хоп. На відміну від текстів композицій російських реперів, які використовують в піснях одні й ті ж теми, тексти Big Russian Boss мають сенс, як в американському репі («музиці тупих чорних», як її схарактеризували самі виконавці). Згідно з вигаданою легендою, Big Russian Boss — типовий «поганий хлопець» з густою чорною бородою родом з Маямі, оточений розкішними жінками, вживає дорогі наркотики й не розлучається з золотими ланцюгами, яскравими шубами та чорними окулярами.